# Мыс Гвоздева
Мыс Гво́здева — мыс на восточном побережье острова Сахалин на полуострове Терпения между Минским мысом и мысом Попова. Назван в честь русского мореплавателя Михаила Гвоздева.
К северу от мыса расположено устье реки Вестовой, а к югу — реки Елец; в районе мыса — горы Кряжовка (213 м), Елец (197 м) и Вестовая (299 м). Около мыса глубины Охотского моря от 2 до 30 м, много подводных и надводных камней. Берег мыса обрывистый. Лесная растительность рядом с мысом в основном представлена пихтой и лиственницей.
Мыс Гвоздева административно относится к Поронайскому району Сахалинской области.